# Зиттензен
Зиттензен (нем. Sittensen) — община в Германии, в земле Нижняя Саксония.
Входит в состав района Ротенбург-на-Вюмме. Подчиняется управлению Зиттензен. Население составляет 5505 человек (на 31 декабря 2010 года). Занимает площадь 18,55 км².

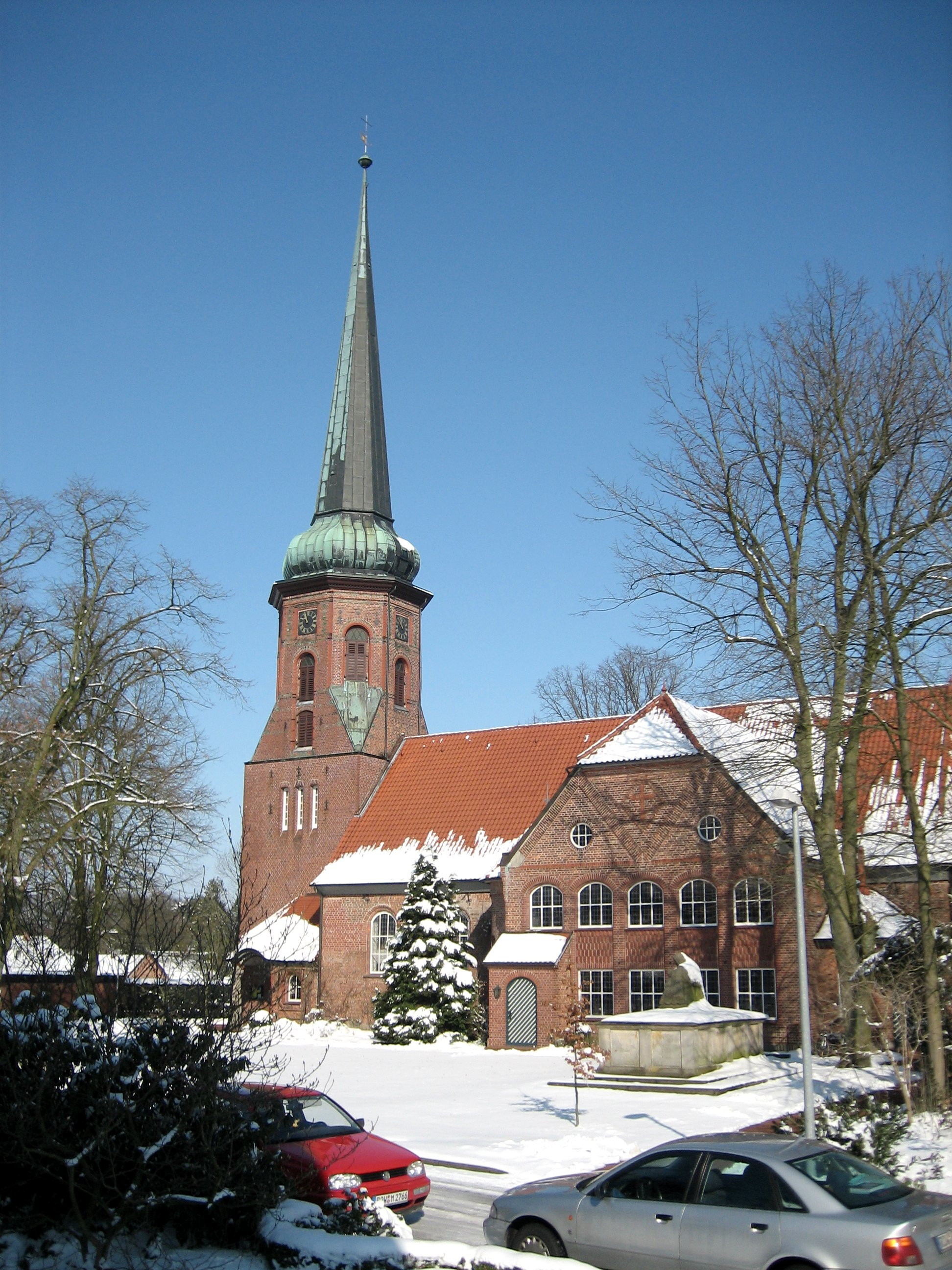
Церковь